# Alexandre Ilitchevski
Œuvres principales
- Matisse
- Le Persan

Alexandre Viktorovitch Ilitchevski (en russe : Александр Викторович Иличевский), né le 25 novembre 1970, à Soumgaït, en République socialiste soviétique d'Azerbaïdjan, est un écrivain et poète de langue russe, lauréat du Prix Booker russe en 2007 pour son livre Matisse et du deuxième Prix Bolchaïa Kniga en 2010 pour Le Persan.

## Biographie

### Études et recherches
Entre 1985 et 1987, Ilitchevski étudie à l’École de physique et mathématiques Andreï Kolmogorov, rattachée à l'université d'État de Moscou. En 1993, il reçoit son diplôme de théorie physique de la Faculté de physique générale et appliquée de l'Institut de physique et de technologie de Moscou. Entre 1991 et 1998, il mène des recherches scientifiques en Israël et en Californie. En 1998, il retourne à Moscou pour se consacrer exclusivement à la littérature, et réside actuellement en Israël.

### Œuvres
Ses œuvres sont publiées depuis 2004 dans les périodiques Novy Mir, Oktyabr, Kommentarii, Soiouz pisateleï et d’autres. 
Il considère comme particulièrement importants dans son œuvre le recueil La mâchoire d’âne (Oslinaja Čeljust’), les récits groupés dans Le nageur (Plovec), le roman Les Orphiques, et surtout la tétralogie Soldats du régiment de l’Apchéron (Soldaty Apšeronskogo Polka) qui comprend les romans Matisse, Le Persan, Le Mathématicien et Les Anarchistes.
Ses romans, nourris de ses connaissances scientifiques, géographiques et historiques, traitent de sujets des plus actuels, écologie, pétrole et choc de civilisations dans Le Persan, perte d’identité en Russie dans les années 1990 (Matisse), addiction et organisation sociale dans Les Anarchistes. Paysagiste, Ilitchevski a également publié des récits de voyage, notamment Jérusalem, ville du couchant.

## Parutions en traduction
- En français : Le Persan (Paris, Gallimard, 2014) dont la traduction en français par Hélène Sinany a été récompensée par le Prix Russophonie 2015  (ISBN 978-2-07-013639-1)

- En français : Les anarchistes (Paris, Gallimard, 2022), traduit du russe par Hélène Sinany  (ISBN 978-2-07-283874-3)
- En allemand : Matisse (Berlin, Matthes & Seitz, 2014); "Der Perser", Aus dem Russischen von Andreas Tretner

(Suhrkamp Verlag, 2016)